# Brooks Sports
Brooks Sports Inc. è un'azienda fondata nel 1914 da Morris Goldenberg che produce scarpe da ginnastica e attrezzature sportive per calcio e sport da corsa. Brooks, in origine, produceva scarpe per sport come baseball e tacchetti per il calcio intorno agli anni '20.
Nel 1979, Brooks vestì i campioni del mondo di baseball dei Pittsburgh Pirates negli Stati Uniti e in seguito cominciarono anche delle sponsorizzazioni nel mondo del calcio, iniziando dalla Federazione calcistica cilena.
Il nome Brooks deriva dall'inglesizzazione del cognome Bruchs, appartenente alla moglie del fondatore.

## Sponsorizzazioni

### Nazionali di calcio
- Cile
- Sri Lanka

### Squadre di calcio
- QPR
- Club Deportivo Magallanes